# Tallium-tribromid
A tallium-tribromid egy szervetlen kémiai vegyület. Talliumból és brómból áll.

## Előállítása
Tallium-tribromid-tetrahidrátot elő lehet állítani tallium(I)-bromid szuszpenziója és bróm reakciójával  30-40 °C-on:
{\displaystyle \mathrm {TlBr+Br_{2}+4\ H_{2}O\longrightarrow TlBr_{3}\cdot 4H_{2}O} }

## Tulajdonságai
Tallium-tribromid csak hidrátként fordul elő, mivel a vízmentes vegyület instabil. A tetrahidrát egy halványsárga színű szilárd anyag, kristályai tű alakúak, és jól oldódik vízben. 40 °C-on olvad, de 30 °C-on levegőben elbomlik sötét sárga színű tallium(I, III)-bromidra vízre és brómra. Vákuumban már szobahőmérsékleten bomlik.

## Felhasználása
Használják a szerves és a fémorganikus kémiában.

## Fordítás
Ez a szócikk részben vagy egészben  a   Thallium(III)-bromid című német Wikipédia-szócikk fordításán alapul.  Az eredeti cikk szerkesztőit annak laptörténete sorolja fel. Ez a jelzés csupán a megfogalmazás eredetét és a szerzői jogokat jelzi, nem szolgál a cikkben szereplő információk forrásmegjelöléseként.